# Zofia Ignasiak
Zofia Maria Ignasiak (ur. 1947 w Krasnem) – polska profesor nauk o kulturze fizycznej, specjalizująca się w anatomii, kinezjologii, morfologii funkcjonalnej; nauczycielka akademicka związana z uczelniami we Wrocławiu i Jeleniej Górze.

## Życiorys
Urodziła się w 1947 roku w Krasnem koło Rzeszowa, w województwie podkarpackim. Po ukończeniu szkoły średniej i pomyślnie zdanym egzaminie maturalnym podjęła studia w Wyższej Szkole Wychowania Fizycznego we Wrocławiu, które ukończyła magisterium w 1969 roku i następnie rozpoczęła pracę na macierzystej uczelni. Po odbyciu stacjonarnych studiów doktoranckich w Akademii Wychowania Fizycznego w Warszawie, uzyskała stopień naukowy doktora w 1974 roku na podstawie pracy pt. Wielkość sił rozrywających na przykładach wybranych elementów stawu kolanowego człowieka, której promotorem był prof. H. Szukiewicz-Odrowąż. Stopień naukowy doktora habilitowanego nauk o kulturze fizycznej w zakresie morfologii funkcjonalnej uzyskała w 1989 roku również w warszawskiej Akademii Wychowania Fizycznego
Od 1991 roku jest zatrudniona na swojej macierzystej uczelni w charakterze profesora nadzwyczajnego, a od 1995 roku profesora zwyczajnego. W tym samym roku prezydent Polski Lech Wałęsa nadał jej tytuł profesora nauk o kulturze fizycznej.
Na wrocławskim AWF-ie pełniła szereg istotnych funkcji organizacyjnych. Od 1982 jest kierownikiem Zakładu Anatomii, a następnie Katedry Antropomotoryki i Zakładu Anatomii.. W latach 1993–1996 sprawowała urząd prorektora do spraw nauki i współpracy z zagranicą. Od 2000 do 2002 pełniła obowiązki kierownika Studiów Doktoranckich, a w latach 2002–2008 dziekana Wydziału Wychowania Fizycznego. Ponownie od 2008 do 2012 roku sprawowała funkcję prorektora do spraw nauki i współpracy z zagranicą, a obecnie prorektora ds. badań naukowych i współpracy międzynarodowej. Wykłada także na Wydziale Przyrodniczo-Technicznym Karkonoskiej Państwowej Szkole Wyższej w Jeleniej Górze.
Jest członkiem licznych towarzystw naukowych w kraju i zagranicą, w tym m.in.: Polskiego Towarzystwa Anatomicznego (Zarząd Główny), Polskiego Towarzystwa Antropologiczne, Polskiego Towarzystwa Nauk Kultury Fizycznej, European Anthropological Association, American Academy of Kinesiology and Physical Education, International Association of Sport Kinetics, Polskiej Akademii Nauk.

## Dorobek naukowy i odznaczenia
Główne kierunki badawcze Zofii Ignasiak dotyczą tematyki związanej ze środowiskowymi modulatorami zdrowia i rozwoju morfofunkcjonalnego populacji dzieci i młodzieży z terenów ekologicznie zagrożonych. Współpraca z Fundacją na Rzecz Dzieci z Zagłębia Miedziowego związana jest z prowadzeniem badań na terenie Legnicko-Głogowskiego Zagłębia Miedziowego. Opublikowane wyniki badań obejmują wskaźniki zdrowia i rozwoju biologicznego populacji zamieszkującej tereny ekologicznie zagrożone. Szeroko pojęte problemy kondycji biologicznej osób starszych pod kątem oceny czynników ryzyka upadków, poczucia równowagi i zmian inwolucyjnych najważniejszych układów i funkcji organizmu seniorów Polski południowo-zachodniej, z uwzględnieniem warunków społeczno-ekonomicznych, jakości życia oraz sprawności fizycznej i aktywności ruchowej w świetle standardów międzynarodowych. W ramach działalności naukowej była autorem lub współautorem ponad 170 prac naukowych opublikowanych w czasopismach krajowych i zagranicznych. Była autorem i współautorem siedmiu monografii naukowych. Do jej najważniejszych prac należą:
- Rozwój morfofunkcjonalny dzieci z terenów przemysłowych, Wrocław 2002.
- Dynamika morfofunkcjonalnego rozwoju młodzieży w rejonie ekologicznie zagrożonym, Wrocław 2002, współautor.
- Rozwój funkcjonalny dzieci i młodzieży z Legnicko-Głogowskiego Okręgu Miedziowego w ujęciu wieku morfologicznego, Wrocław 2007.
- Anatomia układu ruchu, Wrocław 2011.

Za swoją działalność naukową, dydaktyczną i społeczną otrzymała liczne nagrody i wyróżnienia, w tym m.in. Złoty Krzyż Zasługi (1989) oraz Medal Komisji Edukacji Narodowej (2007).